# ナタリア・ペレイラ
ナタリア・ペレイラ（Natália Pereira、1989年4月4日 - ）は、ブラジルの女子バレーボール選手。ブラジル代表。

## 来歴
2005年、ブラジル女子代表に初選出される。同年のワールドグランドチャンピオンズカップで代表デビューした。2007年のワールドカップに出場し、銀メダルを獲得した。北京オリンピックの代表メンバーからは外れた。
2009年から世代交代が進んだチームの中心選手として活躍する。同年のワールドグランプリで金メダルを獲得した。2010年のワールドグランプリと世界選手権ではレギュラーとしてチームを牽引し、銀メダルを獲得した。
その後は怪我により代表から外れていたが、2012年のロンドンオリンピックの代表12名に選ばれ、本大会で金メダルを獲得した。2013年のグラチャンでも金メダルを獲得した。2015年、ワールドグランプリでベストアウトサイド賞を受賞し、2016年、ワールドグランプリでは2大会ぶりの優勝へ導き、MVPを受賞した。2017年から代表チームで主将を務める。2021年開催の東京2020オリンピックでは銀メダルを獲得した。

## 球歴
- オリンピック - 2012年、2016年、2021年
- 世界選手権 - 2010年、2014年、2018年
- ワールドカップ - 2007年
- グラチャン - 2005年、2009年、2013年、2017年
- 南米選手権 - 2009年、2015年、2017年
- ワールドグランプリ - 2009年、2010年、2011年、2014年、2015年、2016年、2017年

## 受賞歴
- 2007年 - 世界ジュニア選手権 MVP、ベストスコアラー、ベストスパイカー
- 2015年 - ワールドグランプリ ベストアウトサイド賞
- 2016年 - ワールドグランプリ MVP
- 2017年 - モントルーバレーマスターズ ベストアウトサイドヒッター賞
- 2017年 - ワールドグランプリ MVP、ベストアウトサイドスパイカー賞
- 2017年 - 南米選手権 ベストアウトサイドヒッター賞

## 所属クラブ
- Oi Campos（2004-2005年）
- Clube Desportivo Macaé Sports（2005-2006年）
- オザスコ・バレーボールクラブ（2006-2011年）
- レクソーナ・アデス（2011-2013年）
- Campinas Voleibol Clube（2013-2014年）
- Rio de Janeiro Volêi Clube（2014-2016年）
- フェネルバフチェ・ユニバーサル（2016-2018年）
- ジェルダウ・ミナス（2018-2019年）
- エジザージュバシュ（2019-2020年）
- ディナモ・モスクワ（2020-2021年）
- サヴィーノ・デルベーネ・スカンディッチ（2021-2022年）
- ディナモ・モスクワ（2022-2024年）
- オザスコ・バレーボールクラブ（2024年-）